# Sangue Mostro
I Sangue Mostro sono un gruppo musicale hip hop italiano formato a Napoli nel 2006.

## Storia del gruppo
Sangue Mostro è un gruppo musicale, nato tra il 2006 ed il 2007 dalla riunione dei musicisti: Ekspo, Ale Zin, 2phast, O'kiatt e Speaker Cenzou. Questo progetto è un'evoluzione delle vecchie jam session che si tenevano nei primi anni novanta attorno a un bidone dell'immondizia a Piazza San Domenico Maggiore nel Centro storico di Napoli e delle epiche jam di Skillz Detector ad Officina 99.
Sangue Mostro pubblica nel 2008 l'album L'urdimu tip, primo album in studio, che fornisce una dimensione più espressiva e comunicativa alla band. 
Tra il 2010 ed il 2011 la formazione è soggetta a ridimensionarsi, così prima O'kiatt viene allontanato dai Sangue Mostro, poi Dj 2phast si trasferisce a Berlino; ma la band acquisisce DJ Uncino. Nel 2012 pubblicano la traccia Stamm venenn che pur non appartenendo a nessun album dei Sangue Mostro, diventa prestissimo un cult della scena partenopea ed è reperibile nella raccolta "Sodo tape 2012", esordio di Speaker Cenzou da produttore.
Nel 2013 i Sangue Mostro trascorrono un lungo periodo in studio di registrazione lavorando al nuovo album Cuo-Rap, uscito nel gennaio 2014. Nell'album sono presenti collaborazioni con Clementino, AG (D.I.T.C), Elaquent, 'O Zulù, Ntò, Dj Gruff, PapaJ, Kayaman, Jovine, Napoli Rap Art, Wena e il pianista Francesco Villani.
Easy Come Easy Go cita Pino Daniele («'o dicette pure 'o Pinotto/ ma che te ne fotte»), in Napoli pt. 3 ci sono richiami a Napule è di Daniele e da Napolì dei 99 Posse. Nel brano Magliari è presente un omaggio al cantante napoletano Mario Trevi, con richiamo al suo brano del 1962 'O magliaro..

## Il nome
Nel logo dei Sangue Mostro è raffigurata la teca che contiene l'ampolla del sangue di san Gennaro. Questo è l'emblema del miracolo della liquefazione del sangue del Santo, versato nel martirio e raccolto nella piccola ampolla che ciclicamente regala magia e speranza ai devoti. Un miracolo della fede, o semplicemente un sogno per chi ha voglia di crederci. Per i Sangue Mostro, questa ampolla simboleggia la passione e il sacrificio, la necessità di credere nel miracolo, attraverso la propria esperienza ed al tempo stesso rappresenta un segno di visibile mutamento. Un cambiamento. Un'evoluzione ripresa dall'Hip Hop napoletano, che in questa nuova formazione, ha sempre avuto due parole per definire la propria visione: "sangue", come connotazione di carnalità e spesso brutalità narrativa, definita come Pulp Hop; e "mostruoso", come è il ritmo della metropoli partenopea, composto da suono antico, cresciuto nel disagio, ma non per questo privo di positività ed energia che investe chi vi assiste.

## I membri del gruppo
I membri della attuale formazione dei Sangue Mostro sono:
- Speaker Cenzou (voce, basi): Già da bambino sente gli influssi della vita di strada, tipica del centro storico di Napoli, del nascente movimento delle posse napoletane di fine anni '80, l'esperienza nella prima formazione del gruppo La Famiglia e le jam session, che si tenevano nei primi anni ‘90 attorno ai bidoni dell'immondizia di Piazza San Domenico Maggiore nel centro storico di Napoli. Il 1993 è l'anno del suo esordio discografico, prendendo parte al brano Rigurgito Antifascista, traccia dell'album dei 99 Posse Curre curre guaglio. Nel 1996 esce il suo primo album Il bambino cattivo. Dopo numerose collaborazione e tour coi 99 Posse, nel 1999 esce il secondo album: Malastrada. In seguito ad una pausa di riflessione, ritorna, pubblicando il brano La prima regola nella raccolta "Napolizm", e dà avvio, insieme a musicisti Ekspo, Ale Zin, 2phast e O'kiatt, al progetto Sangue Mostro[6].
- Ekspo (voce): Nel 1990 insieme al suo amico E-Luv a.k.a. Buno, fonda la GPS crew, nata da esperimenti lirici e beat box nei bagni di scuola ed è lì che inizia il suo viaggio nel “boom bap”, da DJ, MC e writer. Nei primi anni novanta la GPS cambia formazione di volta in volta, il primo concerto risale al 1993 in un club di Napoli, nel quale sperimenta i primi rap, cantando esclusivamente sul beat box e la batteria di E-LUV. Verso la metà degli anni novanta inizia la golden age dell'hip hop napulegno, i primi lavori "discografici" si presentano sotto forma di Demo e Mixtape. Dalla grande coesione di quel periodo nasce la leggendaria "paranza del bidone" : session di freestyle fino a notte fonda al Centro storico di Napoli, prima a piazza Bellini e poi a piazza S. Domenico Maggiore. Fu in questo periodo di fervore e interscambio di stili che nacquero i 13 Bastardi, la crew che avrebbe influenzato pesantemente l'intero panorama rap napoletano con due lavori: Troppo, l'EP del 1998 e l'album Persi Nella Giungla del 2003[6].
- Ale Zin (voce): Inizia il suo viaggio nella cultura hip hop nell'anno 1994 come bomber e mc, dopo qualche anno conosce Tony Joz ed insieme a lui e ad un altro bomber che si faceva chiamare Onda, nel 1996 fonda la JZO crew, ma il 1996 è anche l'anno di consacrazione di una delle crew più massicce di Napoli ovvero la 13 Bastardi nella quale Ale Zin entra a far parte. Partecipa ai vari contest di freestyle quali il rinomato "Skillz Detector" vincendone un'edizione. Nel 1998 esce TROPPO, l'ep dei 13B e Ale Zin pur non avendo partecipato alle incisioni, inizia a girare in tour con la crew. Nel 1999 incide Bistempora sulla Compilation Missione Impossibile. Nel 2003 insieme ai 13B fa uscire l'album Persi Nella Giungla. Nel 2005 insieme ad Ekspo e dj 2phast inizia il suo lavoro al Progetto RT che nel 2006 si fonde con la s3md di Speaker Cenzou e òkiatt formando i Sangue Mostro.

Nel 2017 lavora e produce il suo primo album solista "PANAMA 11"con l'etichetta full heads..
- DJ Uncino (disc jockey): Dal 1995 promotore di eventi e supporter di una gran fetta di artisti della scena Hip Hop campana. Le sue selezioni sono state di apertura ad artisti come James Senese - Shaabam Shadeeq - Blaq Poet - Wildchild - The Herbaliser - Pharoahe Monch - Antipop Consortium - Des Efx - Ag of d.i.t.c - Afrika Bambaataa - Evidence from dilated peoples - Fatman Scoop e per ultimo official dj del tour italiano degli Onyx." ed eventi del calibro " joca bonito - nike freestyle tour - octoplus - bc one redbull - adunata sediziosa - 2the beat - tecniche perfette - converse block party" partecipando live ad eventi del calibro "premio renato carosone 2005 - audizioni piedigrotta 2007". la sua versatilità da selecta lo premia nell'anno 2010 come "miglior dance floor di napoli". Impegnato come dj con tantissimi artisti del panorama hip hop nazionale, reduce dal tour I.E.N.A. nel 2012 di Clementino & Toxico Tour 2013. Oggi è il Dj ufficiale di Luchè.

## Formazione

### Formazione attuale
- Speaker Cenzou – voce
- Ekspo – voce
- Ale Zin – voce
- DJ Uncino – giradischi, produzione

### Ex componenti
- O'kiatt – voce
- DJ 2phast – giradischi, produzione

## Discografia

### Album in studio
- 2008 – L'urdimu tip
- 2014 – Cuo-Rap

### Singoli
- 2008 – E 'ccos nost
- 2008 – E k s fà
- 2009 – Nun t n fà (feat. Jovine)
- 2008 – In Italia
- 2010 – Puortm arò vuo tu (feat. Ida Rendano)
- 2012 – Napoli pt. 2 (Sodo RMX) (feat. Co'Sang, Castì, Tayone, B.)
- 2013 – Stamm venenn
- 2014 – Tiemp luntan
- 2014 – 71 (feat. Francesco Villani)
- 2014 – Rinascimento (feat. Clementino)
- 2015 – Obbe (feat. Clementino)

## Collaborazioni
- 2009 – DJ Skizo con la traccia Rock 'N' Roll, dell'album Broken Dreams;
- 2009 – DJ Gruff, con la traccia Par bbon, remake della storica Rapadopa.
- 2014 – Clementino, con la traccia Rinascimento
- 2014 – AG (D.I.T.C), con la traccia Diggin' in Vesuvius
- 2014 – Elaquent, con la traccia Parallel Mood